# Trichocysta

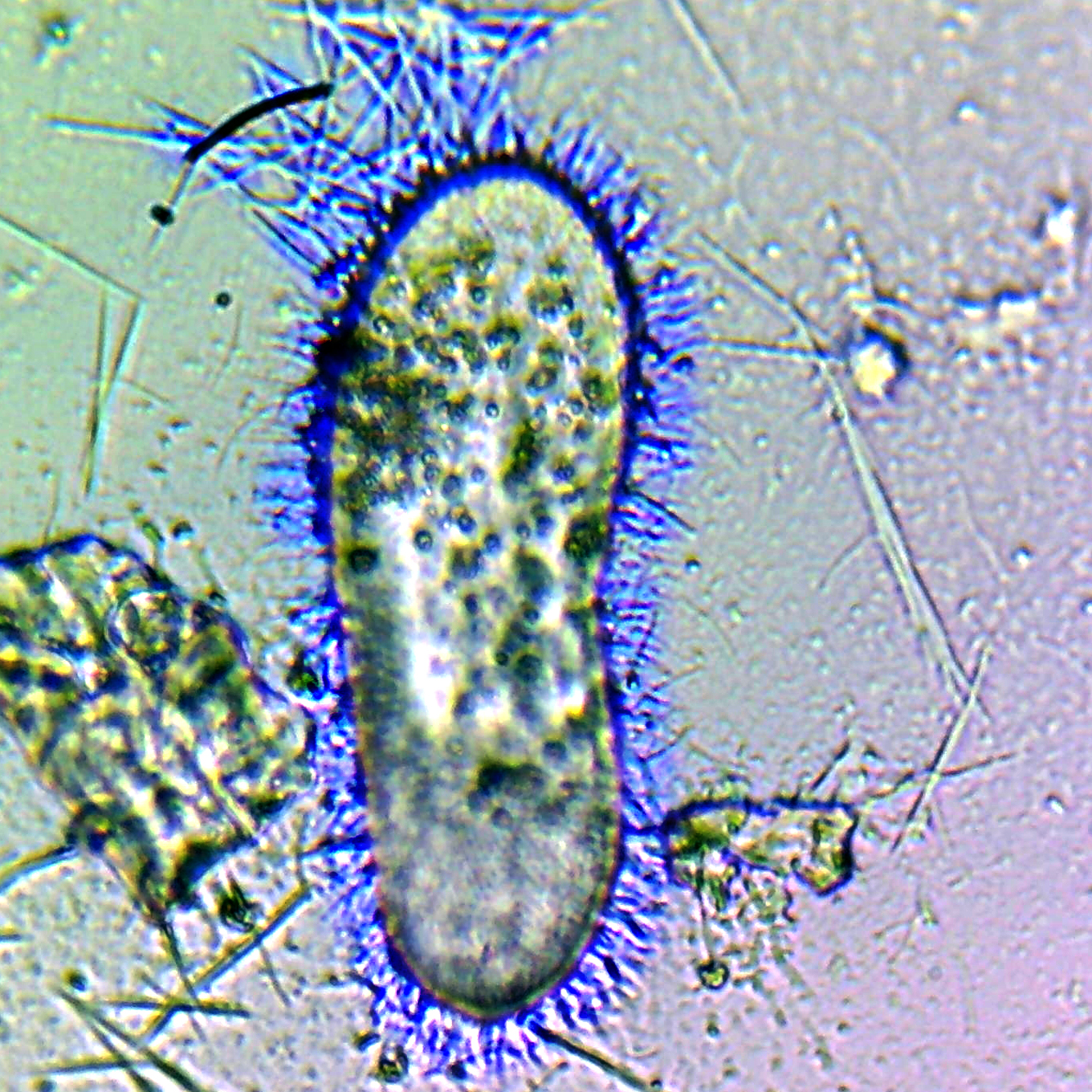

Trichocysty jsou sekreční organely, které jsou naplněny směsí polypeptidů a malých proteinů uskladněných v podobě tekutého krystalu, přičemž tyto proteiny kóduje až 100 různých genů. Trichocystů je v trepce několik tisíc, jsou tvořeny váčkem o délce asi 4 μm, který je ukončen bodcem. Po aktivaci se trichocysty během milisekund asi 10× prodlouží a uvolní obsah svého váčku. Funkce trichocystů není známa, předpokládá se, že buď slouží k obraně trepky a obsahuje buněčné jedy, nebo slouží k přichycení lovených bakterií.